# Сухово (Кемеровская область)
Сухово — деревня в Кемеровском районе Кемеровской области.
Сухово находится на юго-восточной окраине Кемерово. В соответствии с развитием города до 2035 года деревня  войдёт в состав Ленинского района и будет носить название микрорайон №66.

## Транспорт
В поселке развита система общественного транспорта, представленная одним автобусным маршрутом, связывающим населенный пункт с областным центром Кемерово, и двумя его вариантами.
Автобусные маршруты:
- №77: д/п Центральный — д. Сухово
- №77а: д/п Центральный — пос. Металлплощадка — д. Сухово
- №77б: пос. Металлплощадка — д. Сухово

## Религия
- Храм Михаила Архангела.[2]